# ホーコン7世

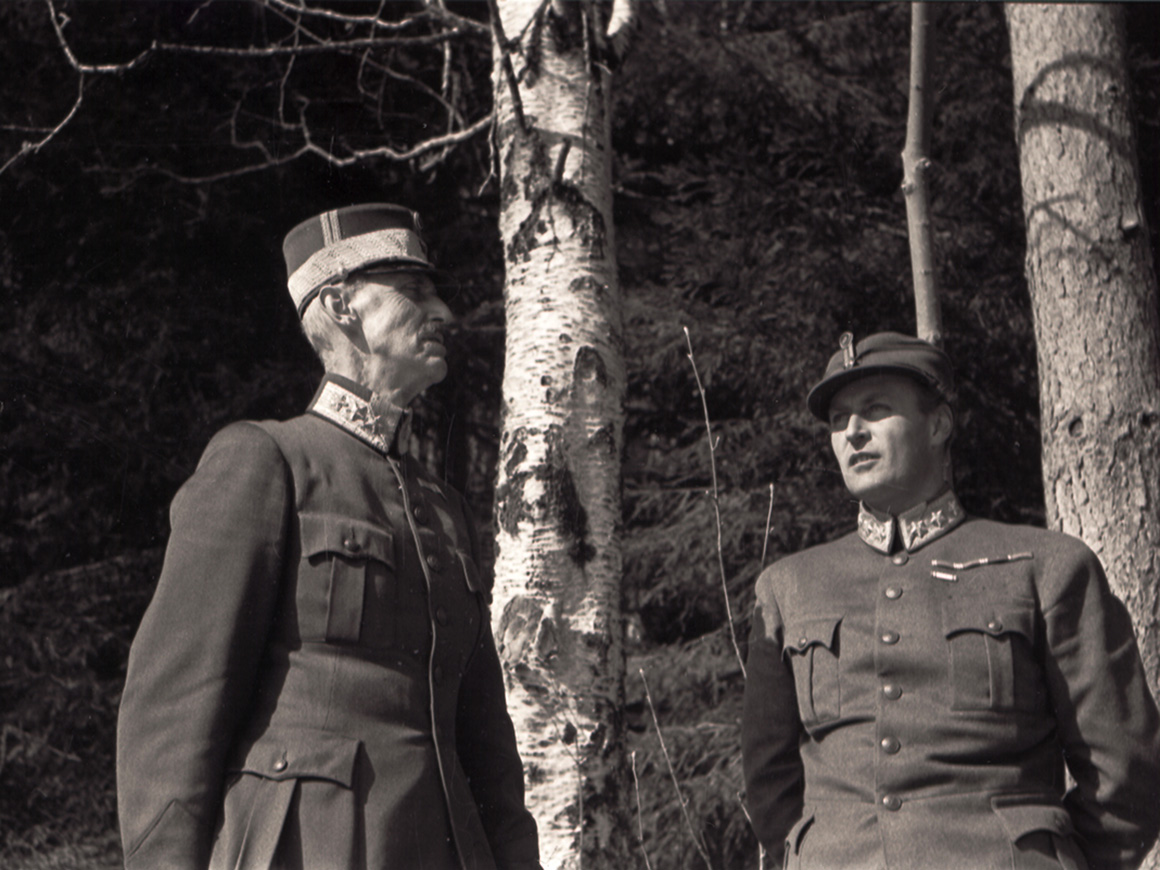
1940年4月、オーラヴ王太子とともにシラカバの下に立つホーコン7世

ホーコン7世（ノルウェー語: Haakon VII, 1872年8月3日 - 1957年9月21日）は、ノルウェー国王（在位：1905年 - 1957年）。

## 生涯
デンマーク国王フレデリク8世とその妃でスウェーデン＝ノルウェー国王カール15世の娘であるロヴィーサの次男。兄はデンマーク王クリスチャン10世。
元の名はクリスチャン・フレゼリク・カール・ゲオルク・ヴァルデマー・アクセル（Christian Frederik Carl Georg Valdemar Axel）で、カール王子と呼ばれた。
1905年、ノルウェーはスウェーデンとの同君連合を解消して独立したが、その際に大叔父のスウェーデン＝ノルウェー国王オスカル2世に代わってノルウェー国王に選ばれた。ノルウェーゆかりのホーコンに改名し、首都クリスチャニア（現在のオスロ）で即位した。
第二次世界大戦が始まると1940年4月9日、アドルフ・ヒトラー総統率いるドイツ国防軍がデンマークとノルウェーへの侵攻を開始（ヴェーザー演習作戦）。デンマークは開戦当日にドイツに降伏し、ドイツ軍はノルウェーへと猛攻を加えた（ノルウェーの戦い）。ホーコン7世とノルウェー政府（ヨハン・ニューゴースヴォル内閣）は侵攻初日に首都オスロを放棄して、仮首都と定めたハーマル市に向けて脱出、以後、国内の諸都市を転々とした。
その間、オスロでは親ドイツ派のファシズム政党である国民連合の党首ヴィドクン・クヴィスリング（元国防大臣）がニューゴースヴォル内閣の無効とクヴィスリング政権の樹立を宣言した。ドイツはホーコン7世にオスロに帰還してクヴィスリング政権を承認することを強く要求したが、ホーコン7世はこれを拒否した。
1940年6月9日、ホーコン7世は全ノルウェー軍に対してドイツに対して降伏する旨の宣言を発出。王太子オーラヴはじめ王室、ニューゴースヴォル首相率いるノルウェー政府はイギリス軍の軍艦でノルウェーを脱出、イギリスの首都ロンドンにおいてノルウェー亡命政権を樹立した。
その後の第二次世界大戦中、ドイツ占領下のノルウェーがドイツの国家弁務官ヨーゼフ・テアボーフェンの圧政に苦しむ中、ホーコン7世はロンドンからラジオ放送や新聞を通じてノルウェー国民を鼓舞し続け、それによって国民の大きな尊敬を集めた。1945年5月8日のドイツの連合国に対する降伏を受けて、5月13日にまずオーラヴ王太子がオスロに入り、ついで亡命からちょうど5周年にあたる6月7日にホーコン7世はノルウェーに帰還し、国民の熱狂的な歓迎を受けた。
1955年には、ノルディックスキーに大きく影響をもたらした人物として「ホルメンコーレン・メダル」を受章している。1957年9月21日に死去した。

## 家族
王妃はイギリス国王エドワード7世の三女モード（母は父王の長妹アレクサンドラ王妃）で、息子はアムステルダムオリンピックの金メダリストとして有名なオーラヴ5世である。

## 日本との関わり
1909年、日本において、日本陸軍が冬季軍事訓練中に遭難死亡事故（八甲田雪中行軍遭難事件を参照）に遭遇したことを聞いたホーコン7世は、「我が国で冬季に使っているスキー板があれば、このような遭難事故は起こらなかったのではないか」と考え、明治天皇宛にスキー板2台を事故に対する見舞いを兼ねて贈呈した。これがきっかけとなり、日本とノルウェーのスキー交流が始まることとなる。